# 439 a. C.
El año 439 a. C. fue un año del calendario romano prejuliano. En el Imperio romano se conocía como el Año del consulado de Lanado y Barbado (o, menos frecuentemente, año 315 Ab urbe condita). 

## Acontecimientos
- Pericles al mando de una flota de 90 trirremes consigue apoderase de la ciudad de Samos, luego de un sitio de 9 meses, poniendo fin a la rebelión.

## Fallecimientos
- Lucius Quinctius Cincinnatus, dictador romano.

- Datos: Q234319